# Tauridia
Tauridia es un género de foraminífero bentónico de estatus incierto, aunque considerado un sinónimo posterior de Baculogypsina de la familia Calcarinidae, de la superfamilia Rotalioidea, del suborden Rotaliina y del orden Rotaliida. Su especie tipo era Tauridia pamphyliensis. Su rango cronoestratigráfico abarcaba desde el Lopingiense (Pérmico superior) hasta el Triásico inferior.

## Discusión
Algunas clasificaciones han incluido Tauridia como un género válido e incluido en la familia Protonodosariidae, de la superfamilia Robuloidoidea, del suborden Lagenina y del orden Lagenida.

## Clasificación
Tauridia incluye a las siguientes especies:
- Tauridia bella †
  - Tauridia bella kamensis †
- Tauridia decorosa †
- Tauridia delicata †
- Tauridia galinae †
- Tauridia longa †
- Tauridia longissima †
- Tauridia nudiseptata †
- Tauridia pamphyliensis †
- Tauridia planocamerata †